# Distretto di Karaisalı
Il distretto di Karaisalı (in turco: Karaisalı ilçesi) è un distretto della Turchia nella provincia di Adana con 22.368 abitanti (dato 2012)
Il distretto costituisce la parte nord-occidentale del nucleo urbano di Adana.

## Geografia antropica

### Suddivisioni amministrative
Il distretto è suddiviso in 1 comune (Belediye) e 62 villaggi (Köy)